# Yahk Park
Yahk Park är en park i Kanada.   Den ligger i provinsen British Columbia, i den södra delen av landet, 3 000 km väster om huvudstaden Ottawa. Yahk Park ligger 866 meter över havet.
Terrängen runt Yahk Park är huvudsakligen kuperad, men åt nordväst är den bergig. Yahk Park ligger nere i en dal. Runt Yahk Park är det mycket glesbefolkat, med 2 invånare per kvadratkilometer..
I omgivningarna runt Yahk Park växer i huvudsak barrskog.